# كريس جاك
كريس جاك (بالإنجليزية: Chris Jack)‏ هو لاعب اتحاد الرغبي نيوزلندي، ولد في 5 سبتمبر 1978 في كرايستشرش في نيوزيلندا.

## وصلات خارجية
- كريس جاك على موقع دوري الرغبي الممتاز (الإنجليزية)
- كريس جاك عل موقع إسبنسكروم (الإنجليزية)
- كريس جاك على موقع ItsRugby.co.uk (الإنجليزية)